# Temelucha chilonis
Temelucha chilonis är en stekelart som först beskrevs av Joseph Augustine Cushman 1935.  Temelucha chilonis ingår i släktet Temelucha och familjen brokparasitsteklar. Inga underarter finns listade i Catalogue of Life.